# کندروما
کندروما (انگلیسی: Chondroma) یا التهاب و ورم غضروف کندروما یک تومور غضروفی خوش‌خیم است که با الگوی رشد لوبولار محصور شده‌است. سلول‌های توموری (کندروسیت‌ها، سلول‌های غضروفی) شبیه سلول‌های طبیعی هستند و ماتریکس غضروفی (مواد بی‌شکل و بازوفیل) را تولید می‌کنند. ویژگی‌های مشخص این تومور شامل محورهای عروقی درون تومور است که با غضروف شیشه‌ای طبیعی دارای تمایز هستند.